# Hiromi Kawakami
Hiromi Kawakami (japoneză 川上 弘美, Kawakami Hiromi; n. 1 aprilie 1958, Tokyo, Japonia sub numele de Hiromi Yamada (山田 弘美), Yamada Hiromi), este una dintre cele mai cunoscute scriitoare japoneze contemporane. La început a scris science fiction. 
După ce a studiat știința, a predat biologia, înainte de a publica o colecție de nuvele intitulată Kamisama (Dumnezeu), în 1994. 
Pentru Hebi o fumu a primit în 1996 Premiul Akutagawa, în anul 2000 pentru Oboreru Premiul pentru literatură Ito Sei și Premiul pentru literatură pentru femei și în 2001 pentru Sensei no kaban Premiul Tanizaki Jun'ichirō. 

## Opere (selecție)
- Kamisama (神様), 1993
- Hebi o fumu (蛇を踏む), 1996
- Sensei no kaban (センセイの鞄), 2000
- Nishino Yukihiko no koi to bokken (ニシノユキヒコの恋と冒険), 2003
- Furudogu nakano shōten (古道具中野商店), 2005
- Manazuru (真鶴), 2006
- Kazahana (風花), 2008

### Traduceri în limba română
- Manazuru, editura All, 2012, ISBN 9789737244017
- Cele zece iubiri ale lui Nishino, editura Polirom, 2015, ISBN 9789734653782 (Traducere din limba japoneză de Florin Oprina)
- Prăvălia de mărunțișuri a domnului Nakano, editura Polirom, 2015, ISBN 9789734655694 (Traducere din limba japoneză de Magdalena Ciubancan)
- Vreme ciudată la Tokio, editura Polirom, 2015, ISBN 9789734652280 (Traducere din limba japoneză de Diana-Elena Tihan)
- Jurnalul unei nopți nedesăvârșite, editura Polirom, 2021, ISBN: 978-973-46-8551-6 (Traducere din limba japoneză de Diana-Elena Tihan)

## Legături externe
- de Hiromi Kawakami în Catalogul Bibliotecii Naționale a Germaniei (Informații despre Hiromi Kawakami • PICA • Căutare pe site-ul Apper)
- Perlentaucherrezensionen la: Cerul este albastru, pământul este alb
- Comentarii la: Cerul este albastru, solul este de culoare albă, dl Nakano și femeile, la mare este mai cald: o poveste de dragoste, anul viitor, în primăvara anului
- Mogera Wogura, ing. Arhivat în 27 septembrie 2007, la Wayback Machine.
- Interviu cu Hiromi Kawakami (engleză)
- Lisette Gebhardt (2009): „Stil de viață și psihodesign în literatura moratorie japoneză - Kawakami Hiromi și Ogawa Yôko”. Cercetări privind literatura japoneză contemporană, Seria de studii japoneze Frankfurt, Vol. 1, 38 p.